# Cotyachryson sulcicorne
Cotyachryson sulcicorne là một loài bọ cánh cứng trong họ Cerambycidae.